# Alketas Panagoulias
Alketas "Alkis" Panagoulias - em grego, Αλκέτας Παναγούλιας - (Thessaloniki, 30 de maio de 1934 — Vienna, 18 de junho de 2012) foi um futebolista e treinador de futebol grego. 

## Carreira

### Jogador
Como jogador, defendeu apenas 2 equipes: o Aris Salônica, entre 1949 e 1962, e o Greek American Atlas, onde jogou por 5 anos antes de encerrar a carreira em 1967. Recebeu a cidadania americana em 1969. Foi também no Greek American onde ele iniciou a carreira de técnico.

### Treinador

#### Grécia
Em 32 anos como treinador de futebol, Panagoulias comandou 9 equipes, com destaque para a Seleção Grega, comandada por ele em 3 oportunidades (1973-76, 1977-81 e 1992-94), e é considerado um ídolo nacional ao levar o selecionado para a Eurocopa de 1980 e para a Copa de 1994. Antes, foi auxiliar de Billy Bingham no período em que o norte-irlandês treinou a Seleção Grega, entre 1971 e 1973. Nos 2 torneios, a Grécia foi eliminada ainda na primeira fase.

### EUA
Treinou ainda a Seleção dos Estados Unidos (principal e olímpica), o Olympiacos (2 passagens), o Aris Salônica (2 passagens), o Levadiakos e o Iraklis, encerrando sua carreira no futebol em 1999.

## Fim de Carreira e Falecimento
Foi também eleito presidente do Aris em 2002 e chegou a fazer carreira política. Morreu em 18 de junho de 2012, aos 78 anos de idade.